# Caulolatilus williamsi
Caulolatilus williamsi is een  straalvinnige vissensoort uit de familie van tegelvissen (Malacanthidae). De wetenschappelijke naam van de soort is voor het eerst geldig gepubliceerd in 1977 door Dooley & Berry.
De soort staat op de Rode Lijst van de IUCN als Onzeker, beoordelingsjaar 2009.